# Edvard Hagerup
Edvard Eilersen Hagerup, né le 9 septembre 1781 et mort le 29 mars 1853, est un avocat norvégien  et un homme politique.

## Biographie
Hagerup est né à Kristiansand à Vest-Agder en Norvège. Il est le fils de l'Évêque Eiler (Kongel) Hagerup (né en 1718) et de Edvardine Madeleine Margarethe Christie (née en 1755). En 1801, il a étudié à l'Université de Copenhague avec Wilhelm Frimann Koren Christie. Tous deux sont devenus les représentants du roi (Stiftsamtmann) d'un comté de Norvège. Lors de la formation de la Constitution de la Norvège signée à l'Assemblée constitutionnelle d'Eidsvoll, en 1814, C Christie était secrétaire des délégués dirigés par Christian Magnus Falsen et Hagerup était conseiller du Prince danois Christian Fredrik qui était présent.
Il a été membre du premier Parlement norvégien (Storting). En 1814, on lui a demandé d'accepter le poste de Ministre, ce qui l'aurait obligé à vivre à Stockholm, alors il s'est abstenu. À l'époque, il travaillait comme assesseur.
Hagerup fut par la suite nommé fylkesmann de Nordre Bergenhus amt (1822-31), (maintenant Sogn og Fjordane). Siégeant à Bergen, comme Nordre Bergenhus était administré depuis l'extérieur de son territoire, Hagerup fut élu au Parlement norvégien à partir de cette ville pour l'année 1824. En 1827, il a été élu pour la troisième fois au Parlement norvégien.
De 1834 à 1852, il a servi comme Gouverneur du Comté de Søndre Bergenhus amt (maintenant Hordaland).

## Vie personnelle
Il est marié à Ingeborg Janson (1786-1849), fille de Herman Didrik Jansen, propriétaire de la propriété, commerçant et conseiller juridique. Son beau-père vit à Hagerup le gardien le plus probable de sa fortune et finança le transport des représentants de Bergen à Eidsvoll en 1814. Hagerup est mort d'un homme extrêmement riche. Huit enfants sur neuf ont vécu jusqu'à la maturité. Il était le grand-père du compositeur Edvard Hagerup Grieg (né en 1843) et de son épouse Nina Hagerup (née en 1845).